# The Hardys Ride High
The Hardys Ride High is een film uit 1939 onder regie van George B. Seitz. Het is het zesde deel uit de Andy Hardy-reeks, een filmreeks die uit 16 films bestond. Destijds werd de film in Nederland uitgebracht onder de titel  't Gaat best met de Hardys.

## Verhaal
Vader Hardy blijkt de erfgenaam te zijn van de zeer rijke voorouder kolonel Leeds, die hem een bedrag van $2 miljoen nalaat. Hij reist met de gehele familie naar Detroit om het fortuin op te halen. Eenmaal aangekomen raakt zoon Andy bevriend met Philip Westcott, de pleegzoon van een verwante van Leeds. Phil is uit op het geld dat zijn vader zal ontvangen en neemt Andy mee naar nachtclubs om zijn vertrouwen te winnen. In de clubs ontmoet hij verschillende koormeisjes, waaronder Consuela MacNish.
Terwijl Andy geniet van het wilde en luxe leven, geeft zijn zus Marian ook veel geld uit zonder toestemming van haar vader. Tante Milly krijgt een oogje op een man die ze op het vliegtuig naar Detroit heeft ontmoet. Ze nodigt hem uit voor een romantisch diner, maar hij blijkt haar enkel als zakenpartner te zien. Ondertussen is John ervan overtuigd dat hij meer recht heeft op het fortuin en vervalst een document, waarin hij beweert dat de familie Hardy niet direct familie is van Leeds.
De familie keert terug naar haar woonplaats Carvel. Thuis ontdekt vader Hardy echter dat er iets mis is, maar besluit er niet dieper op in te gaan. Andy is blij terug te keren naar zijn nuchtere woonplaats en herenigd te worden met zijn vriendin Polly. Marian is ook zeer tevreden weer terug te zijn, nadat ze realiseert dat dure kleding haar geen geluk garandeert. Ook tante Milly wordt niet alleen achtergelaten; ze krijgt een relatie met apotheker Davis. Uiteindelijk ziet de gehele familie in dat ze beter af zijn zonder geld.

## Rolbezetting
| Acteur            | Personage                  |
| ----------------- | -------------------------- |
| Mickey Rooney     | Andrew 'Andy' Hardy        |
| Lewis Stone       | Judge James K. 'Jim' Hardy |
| Fay Holden        | Mrs. Emily Hardy           |
| Cecilia Parker    | Marian Hardy               |
| Ann Rutherford    | Polly Benedict             |
| Sara Haden        | Tante Milly Forrest        |
| Virginia Grey     | Consuela MacNish           |
| Minor Watson      | Meneer Terry B. Archer     |
| John 'Dusty' King | Philip 'Phil' Westcott     |
| John T. Murray    | Don Davis                  |
| George Irving     | Meneer Jonas Bronell       |
| Halliwell Hobbes  | Dobbs                      |
| Aileen Pringle    | Miss Booth                 |
| Marsha Hunt       | Susan Bowen                |
| Donald Briggs     | Caleb Bowen                |

## Filmreeks
- A Family Affair (1937)
- You're Only Young Once (1937)
- Judge Hardy's Children (1938)
- Love Finds Andy Hardy (1938)
- Out West with the Hardys (1938)
- The Hardys Ride High (1939)
- Andy Hardy Gets Spring Fever (1939)
- Judge Hardy and Son (1939)
- Andy Hardy Meets Debutante (1940)
- Andy Hardy's Private Secretary (1941)
- Life Begins for Andy Hardy (1941)
- The Courtship of Andy Hardy (1942)
- Andy Hardy's Double Life (1942)
- Andy Hardy's Blonde Trouble (1944)
- Love Laughs at Andy Hardy (1946)
- Andy Hardy Comes Home (1958)